# François Viault
François Gilbert Viault (Saint-Aulaye, 2 octobre 1849-Saint-Michel-Léparon, 19 octobre 1918) est un médecin physiologiste français. 

## Biographie
François Viault natif d’une bonne famille, fait ses études à Angoulême et Bordeaux, avant d’aller étudier la médecine et les sciences naturelles à Paris. Sa carrière le mène à Dijon, et Nancy, avant un retour à Bordeaux. Mais il reste attaché à ses origines, puisqu’il devient maire de Saint-Aulaye en 1880, quatre ans après son doctorat de médecine. Professeur d'anatomie générale et d'histologie à la faculté de médecine de Bordeaux, il est chargé en 1889 par le ministère de l'Instruction publique d'une mission au Pérou. Il part ainsi de Saint-Nazaire en août et arrive à La Guaira le 26 après s'être arrêté en Guadeloupe et en Martinique. 
En train, il gagne Caracas puis le 30 août est à Panama d'où il joint Guayaquil (4 septembre) puis Callao (8 septembre). Le 15 septembre, il visite Lima et, le 3 octobre, part dans la sierra pour y étudier les effets de l'altitude sur le corps humain et sur les animaux. Il remonte ainsi en train les gorges du Rimac jusqu'à Casapalca puis continue à cheval, la voie s'étant effondrée, pour atteindre la hacienda de Morococha à 4 392 m d'altitude. Il y demeure quinze jours. 
C'est à l'instigation de Paul Bert, qu'il va au Pérou pour vérifier sur place l'hypothèse de l'hyperglobulie de l'altitude. Il prépare ensuite à La Oroya (28 octobre) son voyage vers la Montaña. Il suit la vallée du Tacma et à La Merced est accueilli par un Français qui n'a pas vu de compatriote depuis cinq ans. Il revient à Lima le 15 novembre et reprend le bateau le 20 pour Quito et Guayaquil. Il est de retour en France en décembre 1889.
Il travaille aussi sur la tuberculose et de nombreuses autres maladies. Il travaille aussi sur Oïdium du chêne qui ravage les forêts. Il a travaillé aussi sur la vigne et le vin, à l’époque du phylloxéra. Il décède des suites de la grippe espagnole dans son château de Saint-Sicaire, dans la commune de Saint-Michel-Léparon en 1918,,. 

## Travaux
- Étude critique sur la transfusion du sang et sur quelques injections intra-veineuses, 1875
- Recherches histologiques sur la structure des centres nerveux des plagiostomes, 1877
- Le corps de Wolff, 1880
- Traité élémentaire de physiologie humaine,  Octave Doin (Paris), 1894, Texte disponible en ligne sur LillOnum
- Ultramar. Sensations d'Amérique. Antilles, Venezuela, Panama, Pérou, cordillères, Équateur, 1895
- État actuel de la question de l'hyperglobulie des altitudes, rapport présenté à la Société d'hydrologie et de climatologie de Bordeaux, 1913